# Церковь Петра и Павла на Синичьей горе
Церковь Петра и Павла на Сини́чьей горе (на Си́льнище) — недействующий православный храм в Великом Новгороде.

## История
Храм был построен по заказу жителей Лукиной улицы: «В лето 6693 [1185]. Маия в 6 заложиша Лукиници церковь камяну святых апостол Петра и Павьла на Сильнищи»; [в лето 6700 (1192)] «В то же лето концяша церковь святых Апостол на Силинищи, и святи ю архиепископ Григории в Петров день». Эта дата приводится и на раке Харитины, и в летописи Николо-Дворищенского собора. Возможно, храм XII века был построен на месте более древнего. Местность тогда находилась на расстоянии «одного поприща» от города (Новгородского детинца) и называлась Синичьей горой по селившимся там синицам. При храме были Петровское кладбище и женский монастырь.
Обитель была одним из немногих женских монастырей, находившихся за городской чертой и одновременно одним из самых бедных в городе. В XV веке (по другой версии — XIII веке) в ней жила святая Харитина Литовская. В 1611 году монастырь подвергся нападению шведов, в 1764-м упразднён окончательно. В XIX веке к храму была пристроена колокольня, возле него появилась часовня.
В 1925 году храм был закрыт и осквернён, в 1934-м снесли колокольню.
В 1960 году Петропавловская церковь была объявлена памятником архитектуры, в 1992-м внесена в список всемирного наследия ЮНЕСКО как часть исторических памятников Новгорода и окрестностей.
К началу XXI века достопримечательность пришла в аварийное состояние. В 2010 году члены Новгородского общества любителей древности организовали субботник, чтобы не допустить обрушения храма под тяжестью снега. В 2020 году во время визита в Великий Новгород министр культуры России Ольга Любимова распорядилась подготовить комплексный план его реставрации. Министерство культуры выделит в 2021 году 16,2 млн рублей Новгородскому государственному музею-заповеднику, в ведении которого находится храм, на проектно-сметную документацию реставрации. Реставрационные работы запланированы на 2022—2023 годы.
В 2024–2025 годах на территории храма проводились археологические работы, в ходе которых было обнаружено, что храм с севера, востока и юга окружен семью кирпичными склепами XVIII–XIX веков. Также у стен храма был найден саркофаг конца XII – начала XIII века из шести обработанных каменных блоков, нарушенный более поздними захоронениями, и несколько простых погребений средневекового времени, в части которых сохранились нательные кресты. Погребения средневекового периода были в основном монашеские и женские, а позднее вокруг храма появилось городское кладбище.

## Архитектурные особенности
Храм крестово-купольный, с тремя апсидами, четырьмя столпами и одной главой. По своим конструкциям и формам храм является типичной постройкой новгородской архитектуры 2-й половины XII века. Отличием является кладка стен, которая выполнена без применения камня, только из плинфы, сложенной чередованием углублений и выступающих рядов и скреплённой строительным раствором из извёстки и толчёного кирпича. Такая техника кладки в то время была более характерна для киевских, смоленских и полоцких храмов, чем новгородских.